# 포르투갈 해군
포르투갈 해군(포르투갈어: Marinha Portuguesa) 또는 포르투갈 무적함대(포르투갈어: Armada Portuguesa)는 포르투갈의 해군이다. 1317년 포르투갈의 디니스 국왕이 헌장을 내렸으며, 세계에서 가장 오랫동안 지속적으로 유지된 해군이다. 2017년 포르투갈 해군은 공식 창설 700주년을 기념했다.
해군은 15세기와 16세기 발견의 시대에 포르투갈 해양 탐험에서 핵심적인 역할을 했다. 이러한 기술 및 과학적 발견의 결과로 포르투갈은 캐러벨, 대양 간 여행을 위한 새롭고 더욱 정교한 유형의 캐랙, 해양 갤리온선을 포함한 첨단 선박을 개발하고 동쪽으로 향하는 항로와 남아메리카와 북아메리카로 향하는 항로를 찾게 되었다.
바르톨로메우 디아스는 아프리카 남단을 일주했고 바스코 다 가마는 인도에 도달하여 최초로 해상 항로와 대서양, 인도양을 통해 유럽과 아시아를 연결했다. 이로 인해 페드로 알바레스 카브랄(Pedro Álvares Cabral)의 탐험과 같이 유럽, 아프리카, 신대륙, 아시아를 단일 항해로 연결한 최초의 탐험에서 브라질을 발견하게 되었고, 대서양 항해사들의 기술과 경험을 통해, 인도양과 극동 지역에서는 페르디난드 마젤란(원정대에는 다른 선장, 선원 및 조종사 포함)이 최초로 항해하고 대서양, 태평양을 횡단하는 등 다른 유럽 해군의 기술 및 지리적 발전에 기여했다.
15세기 후반부터 16세기 후반까지 포르투갈 해군은 세계에서 가장 강력한 해양 전력으로 성장했다. 16세기 대부분 동안 당시 조선과 해군 포병 및 기술 분야의 세계 선두주자였던 포르투갈 인도 무적함대와 함대는 카나리아 제도 남쪽의 대서양 대부분과 인도양, 서태평양으로의 접근권을 장악했다.
이베리아 연합 이후, 포르투갈 제국과 그 해상력은 상당 부분의 위신을 잃었고, 새로 부상하는 유럽의 경험적 강대국들이 이를 추월하기 시작하면서 쇠퇴하기 시작했다.
오늘날 포르투갈 해군은 포르투갈의 주권과 국제적 약속을 보장하기 위한 해군 전투 임무와 영해 및 영향 지역에서의 해안 경비대 작전이라는 두 가지 역할을 맡고 있다. 포르투갈 해군은 또한 포르투갈이 맡는 국제적 약속(주로 NATO 내)과 관련된 임무와 시민 이익을 위한 임무에도 참여한다.